# Yuka Momiki
Yuka Momiki (født 9. april 1996) er en japansk fodboldspiller. Hun er medlem af Japans kvindefodboldlandshold.

## Japans fodboldlandshold
| Japans landshold | Japans landshold | Japans landshold |
| År               | Kmp              | Mål              |
| ---------------- | ---------------- | ---------------- |
| 2017             | 14               | 3                |
| 2018             | 7                | 3                |
| Total            | 21               | 6                |